# Чернополянский
Чернополянский — хутор в Серафимовичском районе Волгоградской области. 
Входит в состав Клетско-Почтовского сельского поселения.

## География
На хуторе имеются три улицы: Короткая, Степная и имени Подтелкова.

## Население
| 2010 |
| ---- |
| 24   |